# Československá basketbalová liga 1976-1977
La Československá basketbalová liga 1976-1977 è stata la 49ª edizione del massimo campionato cecoslovacco di pallacanestro maschile. La vittoria finale è stata ad appannaggio dello Zbrojovka Brno.

## Risultati

### Stagione regolare
|     | Squadra          | G  | V  | P  | PF   | PS   | Pt. | Qualificazione |
| --- | ---------------- | -- | -- | -- | ---- | ---- | --- | -------------- |
| 1.  | Zbrojovka Brno   | 32 | 27 | 5  | 3224 | 2710 | 59  |                |
| 2.  | Slavia VŠ Praga  | 32 | 22 | 10 | 2911 | 2644 | 54  |                |
| 3.  | Inter Bratislava | 32 | 22 | 10 | 2906 | 2752 | 54  |                |
| 4.  | Baník Ostrava    | 32 | 20 | 12 | 2852 | 2738 | 52  |                |
| 5.  | Tatran Ostrava   | 32 | 14 | 18 | 2537 | 2628 | 46  |                |
| 6.  | Dukla Olomouc    | 32 | 14 | 18 | 2693 | 2681 | 46  |                |
|     |                  |    |    |    |      |      |     |                |
| 7.  | Sparta ČKD Praga | 32 | 20 | 12 | 2766 | 2709 | 52  |                |
| 8.  | Baník Prievidza  | 32 | 15 | 17 | 2706 | 2736 | 47  |                |
| 9.  | Chemosvit        | 32 | 14 | 18 | 2542 | 2603 | 46  |                |
| 10. | Baník Handlová   | 32 | 11 | 21 | 2714 | 2893 | 43  | retrocesse     |
| 11. | Pardubice        | 32 | 8  | 24 | 2684 | 2841 | 40  | retrocesse     |
| 12. | Slavoj Vyšehrad  | 32 | 5  | 27 | 2422 | 2950 | 37  | retrocesse     |

| Československá basketbalová liga 1976-1977 |
| ------------------------------------------ |
| Zbrojovka Brno 15º titolo                  |

## Formazione vincitrice
| N° | Naz.                      | Ruolo | Sportivo           |  | Alt. |  |
| -- | ------------------------- | ----- | ------------------ |  | ---- |  |
|    | Cecoslovacchia (bandiera) | GA    | Kamil Brabenec     |  | 193  |  |
|    | Cecoslovacchia (bandiera) | A     | Jan Bobrovský      |  | 200  |  |
|    | Cecoslovacchia (bandiera) |       | Jaroslav Beránek   |  |      |  |
|    | Cecoslovacchia (bandiera) | G     | Vojtěch Petr       |  | 208  |  |
|    | Cecoslovacchia (bandiera) |       | Josef Nečas        |  |      |  |
|    | Cecoslovacchia (bandiera) |       | Jiří Jandák        |  |      |  |
|    | Cecoslovacchia (bandiera) | G     | Vlastimil Havlík   |  | 191  |  |
|    | Cecoslovacchia (bandiera) |       | Arpáš              |  |      |  |
|    | Cecoslovacchia (bandiera) |       | Stehlík            |  |      |  |
|    | Cecoslovacchia (bandiera) |       | Procházka          |  |      |  |
|    | Cecoslovacchia (bandiera) |       | Černý              |  |      |  |
|    | Cecoslovacchia (bandiera) |       | Havlíček           |  |      |  |
|    | Cecoslovacchia (bandiera) | All.  | František Konvička |  |      |  |

## Fonti
- Ing. Pavel Šimák: Historie československého basketbalu v číslech (1932-1985), Basketbalový svaz ÚV ČSTV, květen 1985, 174 stran
- Ing. Pavel Šimák: Historie československého basketbalu v číslech, II. část (1985-1992), Česká a slovenská basketbalová federace, březen 1993, 130 stran
- Juraj Gacík: Kronika československého a slovenského basketbalu (1919-1993), (1993-2000), vydáno 2000, 1. vyd, slovensky, BADEM, Žilina, 943 stran
- Jakub Bažant, Jiří Závozda: Nebáli se své odvahy, Československý basketbal v příbězích a faktech, 1. díl (1897-1993), 2014, Olympia, 464 stran